# 哥頓·派克斯
哥頓·羅傑·亞歷山大·布坎南·派克斯（英語：Gordon Roger Alexander Buchanan Parks，1912年11月30日—2006年3月7日），美國男攝影師、音樂家、作家、詩人、導演和演員。他以在1940年代至1970年代間為美國紀錄片擔任攝影記者而聞名，主題多半為民權、貧困、非洲裔美國人及魅力攝影。
派克斯作為黑人電影製作人中的著名先驅，是首位製作、執導商業電影的非洲裔美國人，故事內容多為奴隸相關和苦苦掙扎的美國黑人的經歷，並開創了「黑人剝削」一電影類型。最著名的是1940年代為美國貧困人士拍攝象徵性的照片（受聯邦政府項目之託）、為《生活》雜誌撰寫的攝影文章，以及1971年電影《黑街神探》的導演。派克斯也在寫作、詩歌、繪畫和音樂作曲上有所涉獵。
2006年3月7日，派克斯在紐約市曼哈頓因癌症而過世，享耆壽93歲，並被埋葬在家鄉堪薩斯州斯科特堡。

## 外部連結
- 哥頓·派克斯在互联网电影资料库（IMDb）上的資料（英文）
- 哥頓·派克斯基金會（页面存档备份，存于）
- 哥頓·派克斯作品集（页面存档备份，存于）. 其攝影和詩歌在哥頓·派克斯的故鄉展出
- Ordway Theater presents Gordon Parks（页面存档备份，存于） in the VocalEssence Witness series
- C-SPAN interview with Parks（页面存档备份，存于）, discussing the exhibit "Half Past Autumn: The Art of Gordon Parks", November 25, 1997
- PBS Newshour, 1998-01-06（页面存档备份，存于）
- Further biographical information can be found at the Thomson/Gale（页面存档备份，存于）
- Photo District News, Legends Online site for Gordon Parks
- Gordon Parks' oral history video excerpts（页面存档备份，存于） at The National Visionary Leadership Project
- Gordon Parks Gallery at Metropolitan State University, Saint Paul, Minnesota gallery devoted to preserving the legacy of Gordon Parks
- Art Directors Club biography, portrait and images of work（页面存档备份，存于）
- 开放图书馆中哥頓·派克斯的著作